# Maumusson-Laguian
Maumusson-Laguian település Franciaországban, Gers megyében. Lakosainak száma 143 fő (2022. január 1.). Maumusson-Laguian Saint-Lanne, Riscle, Viella és Aubous községekkel határos.

## Népesség
A település népességének változása:
| Lakosok száma | 202  | 174  | 163  | 157  | 146  | 138  | 145  | 147  | 145  | 143  |
|               | 1968 | 1982 | 1990 | 2006 | 2013 | 2015 | 2017 | 2019 | 2020 | 2022 |